# Bull Run (Oregon)
Bull Run (korábban Unavilla) az Amerikai Egyesült Államok Oregon államának Clackamas megyéjében elhelyezkedő önkormányzat nélküli település.
Egykor itt volt a Mount Hood Railway and Power Company áramfejlesztője.

## Története
George H. Himes szerint a település nevét a nagy szarvasmarha-populáció miatt kapta. Charles B. Talbot szerint a telepesek marhái gyakran elszöktek, és évekig vadon éltek, ezért választották a Bull Run (bikafutás) elnevezést. Az 1920-as években a Gresham Outlookban megjelent cikk szerint Frank Mognet próbált elfogni egy vad marhát, ami a közeli, akkor még név nélküli folyamhoz menekült. Mivel ez a második Bull Run-i csatát követően történt, és az állatot sokáig kergette, a vízfolyást Bull Runnak nevezte el.
A posta 1893-ban nyílt meg. A település neve Unavilláról Bullrunra, majd Camp Namaura változott; utóbbi csak nyáron üzemelő postája 1953-ban zárt be.
1915-ben száz lakosa, iskolája és kardvirág-ültetvénye volt. 1940-ben 35-en éltek itt.
Itt volt a Portland Railway, Light and Power Company helyközi villamosvonalának keleti végállomása.

## Fordítás
- Ez a szócikk részben vagy egészben  a   Bull Run, Oregon című angol Wikipédia-szócikk ezen változatának fordításán alapul.  Az eredeti cikk szerkesztőit annak laptörténete sorolja fel. Ez a jelzés csupán a megfogalmazás eredetét és a szerzői jogokat jelzi, nem szolgál a cikkben szereplő információk forrásmegjelöléseként.